# N23 (Burkina Faso)
Die N23 ist eine Fernstraße in Burkina Faso, die von Ouahigouya in west-östlicher Richtung den Norden des Landes zur Grenze nach Niger verbindet. Ihre Länge beträgt etwa 360 Kilometer.
Im Oktober 2017 wurde für einen Betrag von etwa 391 Mio. CFA-Francs (umgerechnet etwa 600.000 €) der Auftrag für die Sanierung des 41 Kilometer langen Abschnittes von Tongomael bis Kelbo vergeben. Ebenso sollte der Abschnitt von Dori bis Toulfé saniert werden.